# Club de Beisbol Siemens
El Club de Beisbol Siemens fou un equip de beisbol de Cornellà de Llobregat fundat l'any 1954 per treballadors de la fàbrica Siemens.
Fundat amb el nom de Club de Béisbol Dinámico Siemens, va nàixer sota l'impuls d'Antonio Murcia, treballador de la fàbrica Siemens i primer entrenador de l'entitat, que prèviament havia jugat beisbol a Viladecans. Juntament amb José Conejero, primer president del club, aconseguiren el suport d'alguns obrers i de la mateixa fàbrica per formar un equip de beisbol. Aquesta col·laborà activament concedint anualment una ajuda econòmica. Inicialment, en no tenir cap instal·lació esportiva, realitzaven la seva activitat al camp de futbol, però anys més tard, els dirigents del club van aconseguir que s'inaugurés un camp de beisbol Entre els seus èxits més importants, hi figuren el Campionats de Catalunya de 1965, i diversos Campionats d'Espanya en categoria juvenil durant la dècada dels seixanta. També destacaren l'entrenador Joan Bonich, els jugadors José Giménez, Juan Antonio García, José Merino, Licesio Fernández, Enrique de la Torre, José Ramón Quadrado i Juan Lorenzo Fuentes, així com el directiu Manel Baiges i Masip, que fou president de la Federació Catalana de Beisbol durant els anys vuitanta. L'entitat va desaparèixer a finals dels anys seixanta.

## Palmarès
- 1 Campionat de Catalunya de beisbol: 1965